# Philaiden
Die Philaïden (altgriechisch Φιλαΐδαι, Philaidai, Plural Maskulinum) waren in der griechischen Antike die Angehörigen eines alten und berühmten attischen Adelsgeschlechts, das seine Herkunft von dem mythischen Helden Philaios ableitete.
Zur Hauptlinie gehörten:
- Agamestor, Archon 797/6–787/6
- Hippokleides, Archon 566/565
- Miltiades der Ältere, 6. Jahrhundert v. Chr.

Zur Nebenlinie gehörten:
- Miltiades der Jüngere, der Marathonsieger, ca. 550–489 v. Chr.
- Kimon, um 510–449 v. Chr.

Zur Verwandtschaft gehörte:
- Thukydides, der Historiker, vor 454 – zwischen 399 und 396 v. Chr.